# ベルント・マイヌンガー
ベルント・マイヌンガー（Bernd Meinunger、1944年9月30日 - ）は、マイニンゲン生まれのドイツの作詞家。

## 経歴
ラルフ・ジーゲルとの共同作業によってニコルの「Ein bißchen Frieden」、ジンギスカンの「ジンギスカン」、カーチャ・エプシュタインの「Theater」など数々のヒット曲を制作し、ユーロビジョン・ソング・コンテストでも成功を収めた。彼は、ドイツ語話者である多数の表現者たちのために作品を提供してきた。ただし、ハワード・カーペンデールとウド・ユルゲンスには、マイヌンガー自身ではなく、その学生時代からの友人であるミヒャエル・クンツェが歌詞を提供している。
ベルント・マイナンガーは、他にも、ジョン・オフリン (John O’Flynn)、ジム・リアリー (Jim Leary)、O・ピニオン (O. Pinion)、グンター・ヨハンセン (Gunter Johansen) などの別名義を使っている。
マイヌンガーは、プロデューサーのダヴィット・ブランデスと組んで、コピーライターとしても成功した。E-Roticやバニラ・ニンジャなどのグループは、彼の歌詞で恩恵を受けた。彼はまた、ゼバスティアン・ポボット、ドン・グレイ (Don Gray) と組み、歌手で女優のラウラ・シュナイダーのプロデュースにあたり、1999年末には「Immer wieder」がでトップ10入りのヒットを記録した。2004年の夏、成功した音楽プロデューサーであるジャック・ホワイトが、再びベルント・マイナンガーの技を引き出し、イーラ・ロスコの「I’m in Love Again」を作詞させた。
ユーロビジョン・ソング・コンテスト2005へのドイツ代表を選ぶ予選のひとつ Germany 12 Points! で勝ち抜いて決勝へ進んだ2曲、グラシアの「Run & Hide」とニコル・ジュースミルヒとマルコ・マティアスの「A Miracle of Love」は、いずれもマイヌンガーが作詞した曲であった。ユーロビジョン・ソング・コンテスト2005では、ドイツ代表となった「Run & Hide」に加え、スイス代表となったバニラ・ニンジャの「Cool Vibes」も、彼が作詞した曲であった。この2曲は、いずれもダヴィット・ブランデスが作曲した作品であった。成功した歌手で作曲家でもあるハンネ・ハラーも、マイナンガーと共作することがあった。マイヌンガーは、グラシアのアルバム『Passion』のために、シングル化された「When the Last Tear’s Been Dried」を含む9曲の歌詞を書いた。
1986年から2010年の間に、彼は合わせて12曲でフォルクスムジーク・グランプリに参加した。毎年開催され、2010年に中止されたこのコンクールの全期間を通して、彼は、ハンネリーゼ・クライシュル＝ヴルトやカルロ・ブルンナーとともに、このコンクールを代表する作家となった。1986年には、優勝したネラ・マルティネッティの曲「Bella Musica」の歌詞を書いた。
マイヌンガーは農学の博士である。彼が最初に就いた仕事はミュンヘンのイフォー経済研究所の農業部門の研究助手であった。
マイヌンガーは、合わせて4600以上の曲の歌詞を書いたが、通常は自作を聴き込むことはせず、しばしば自作を認識しないこともある。彼自身は、自分のことを、与えられた旋律に、半日以内で歌詞を当てはめる職人であるとしている。
マイヌンガーは、余暇にはゴルフをし、ミュンヘン近郊のグリュンヴァルトに住んでいる。

## ユーロビジョン・ソング・コンテストへの参加
| 年   | 曲名                                   | 歌手                                           | 国             | 順位           |
| ---- | -------------------------------------- | ---------------------------------------------- | -------------- | -------------- |
| 1979 | ジンギスカン (Dschinghis Khan)         | ジンギスカン                                   | ドイツ         | 4位            |
| 1980 | Theater                                | カーチャ・エプシュタイン                       | ドイツ         | 2位            |
| 1980 | パパ・ペンギン (Papa Pingouin)         | Sophie & Magaly                                | ルクセンブルク | 9位            |
| 1981 | Johnny Blue                            | リナ・ワライティス                             | ドイツ         | 2位            |
| 1982 | Ein bißchen Frieden                    | Nicole                                         | ドイツ         | 優勝           |
| 1985 | Children, Kinder, Enfants              | Ireen Sheer, C. & M. Roberts, Olivier, Solomon | ルクセンブルク | 13位           |
| 1987 | Laß die Sonne in dein Herz             | Wind                                           | ドイツ         | 2位            |
| 1988 | Lied für einen Freund                  | Maxi & Chris Garden                            | ドイツ         | 14位           |
| 1992 | Träume sind für alle da                | Wind                                           | ドイツ         | 16位           |
| 1994 | Wir geben 'ne Party                    | Mekado                                         | ドイツ         | 3位            |
| 1997 | Zeit                                   | Bianca Shomburg                                | ドイツ         | 18位           |
| 1999 | Reise nach Jerusalem – Kudüs'e seyahat | Sürpriz                                        | ドイツ         | 3位            |
| 2002 | I Can't Live Without Music             | Corinna May                                    | ドイツ         | 21位           |
| 2003 | Let's Get Happy                        | Lou                                            | ドイツ         | 11位           |
| 2005 | Cool Vibes                             | バニラ・ニンジャ                               | スイス         | 8位            |
| 2005 | Run & Hide                             | Gracia                                         | ドイツ         | 24位           |
| 2006 | If We All Give a Little                | six4one                                        | スイス         | 17位           |
| 2009 | Just Get Out of My Life                | Andrea Demirović                               | モンテネグロ   | 11位（準決勝） |
| 2015 | Chain of Lights                        | Michele Perniola & Anita Simoncini             | サンマリノ     | 16位（準決勝） |